# Ireneusz Wereński
Ireneusz „Jeżyk” Wereński (ur. 18 lipca 1960 w Warszawie) – polski basista, znany z występów z grupami Kult, Brygada Kryzys, Kryzys, Kanał i Jakoś to będzie; uważany za jednego z twórców polskiego punka.
Żonaty z Violettą Falecką, byłą wokalistką zespołu Bikini.